# عاشقانه ببر و گل رز
عاشقانه ببر و گل رز (انگلیسی: The Romance of Tiger and Rose; چینی ساده: 传闻中的陈芊芊) یک مجموعه تلویزیونی چینی سال ۲۰۲۰ با بازی ژائو لوسی و دینگ یوشی است و داستان فیلم‌نامه‌نویس جوانی را روایت می‌کند که پس از گیر افتادن در فیلم‌نامهٔ خود باید زنده بماند. این مجموعه از ۱۸ مه تا ۱ ژوئن ۲۰۲۰ از تنسنت ویدئو پخش شد. این مجموعه در رسانه‌های اجتماعی معروف شد و در کل به بیش از ۳ میلیارد هشتگ در ویبو رسید.

## بازیگران
- ژائو لوسی در نقش چن شیائوچیان
  - دانگ‌یی‌شین در نقش جوانی چیان‌چیان
- دینگ یوشی در نقش هان شو
- شنگ یینگ‌هائو در نقش پی هنگ
- ژو زی‌شین در نقش چن چون‌چو
  - شن‌تو هان‌چیان در نقش جوانی چون‌چو